# Януш Стеінгофф
Януш Стеінгофф (пол. Janusz Steinhoff; 24 вересня 1946, Гливиці) — польський інженер і політик. У 1997—2001 роках — міністр економіки, а з 2000 по 2001 рік — віцепрем'єр-міністр в уряді Єжи Бузека, член Сейму X, I і III скликання, голова партії Центр у 2004—2008 роках.

## Життєпис
У 1974 році закінчив гірничий факультет Сілезького технологічного університету, де в 1985 році здобув ступінь доктора. Є фахівецем у галузі переробки твердих корисних копалин, гірничої справи, охорони навколишнього середовища, процесів реструктуризації гірничих робіт. У період 1974—1975 років працював у Закладах з проектування та механізації вугільної промисловості у Глівицях, а в 1976—1989 та 1994—1997 роках працював науково-педагогічним працівником на гірничому факультеті своєї альма-матер.
У 1980 році він був співзасновником «Солідарності» в Сілезькому технологічному університеті. У 1981—1989 роках він брав активну участь у підпіллі та опозиції. Під час засідань круглого столу від імені «Солідарності» був експертом у галузі гірничодобувної промисловості та охорони навколишнього середовища.
Був депутатом Сейму X, I і III скликання, послідовно від Громадського комітету, Християнсько-демократичної партії та Виборчої акції «Солідарність». У 2001 році він балотувався до Сейму з виборчого списку «Солідарність», який не отримав жодного місця у парламенті.
У 1990—1994 роках був президентом Державного гірничого управління, а в 1996—1997 роках — віце-президентом Регіональної торгової палати в Катовицях.
З 31 жовтня 1997 року по 19 жовтня 2001 року він був міністром економіки в уряді Єжи Бузека; з червня 2000 року він також був віцепрем'єр-міністром, а з липня 2001 року тимчасовим керівником Міністерства зв'язку. У 2002 році він став віцепрезидентом SKL-Ruch Nowa Polski. У 2004 році був співзасновником партії «Центр», а 27 листопада 2004 року став її головою. 2 вересня 2008 року партію було вилучено з реєстру.
У 2002—2007 роках він був президентом правління Centrum Banku Śląskiego у Катовицях. У 2010 році Президент Республіки Польща Лех Качинський призначив його членом Ради національного розвитку. Того ж року він підтримав Анджея Олеховського на президентських виборах.
Тим часом він став головою ради Регіональної торгової палати в Катовицях, а також головою ради Польської торгової палати.

## Нагороди
- орден «За заслуги» III ступеня (Україна, 22 червня 1999)[11];
- Хрест свободи та солідарності (2014)[12];
- офіцерський хрест ордену Відродження Польщі (2005)[13];
- Командорський хрест ордена Відродження Польщі (2017)[14].